# خط الرجعة (مسلسل)
خط الرجـعة مسلسل مغربي من إنتاج القناة الأولى المغربية سنة 2005 وإخراج محمد منخار ، وهو عبارة عن مسلسل اجتماعي يعالج عدة قضايا نفسية ومادية من خلال تطرقه لقضايا الساعة مثل الهجرة الداخلية والخارجية، إضافة إلى قضايا التزوير والتهريب والمتاجرة في المواد الاستهلاكية المغشوشة بدافع الطمع والربح السريع.

## الممثلين
- عزيز موهوب
- عبد الله ديدان
- مجيدة بنكيران
- ربيع القاطي
- نورا الصقلي
- محمد البسطاوي